# Сапотитлан-Салинас
Сапотитлан-Салинас (исп. Zapotitlán Salinas) — город и муниципалитет в Мексике, входит в штат Пуэбла. Население — 2 человека.

## История

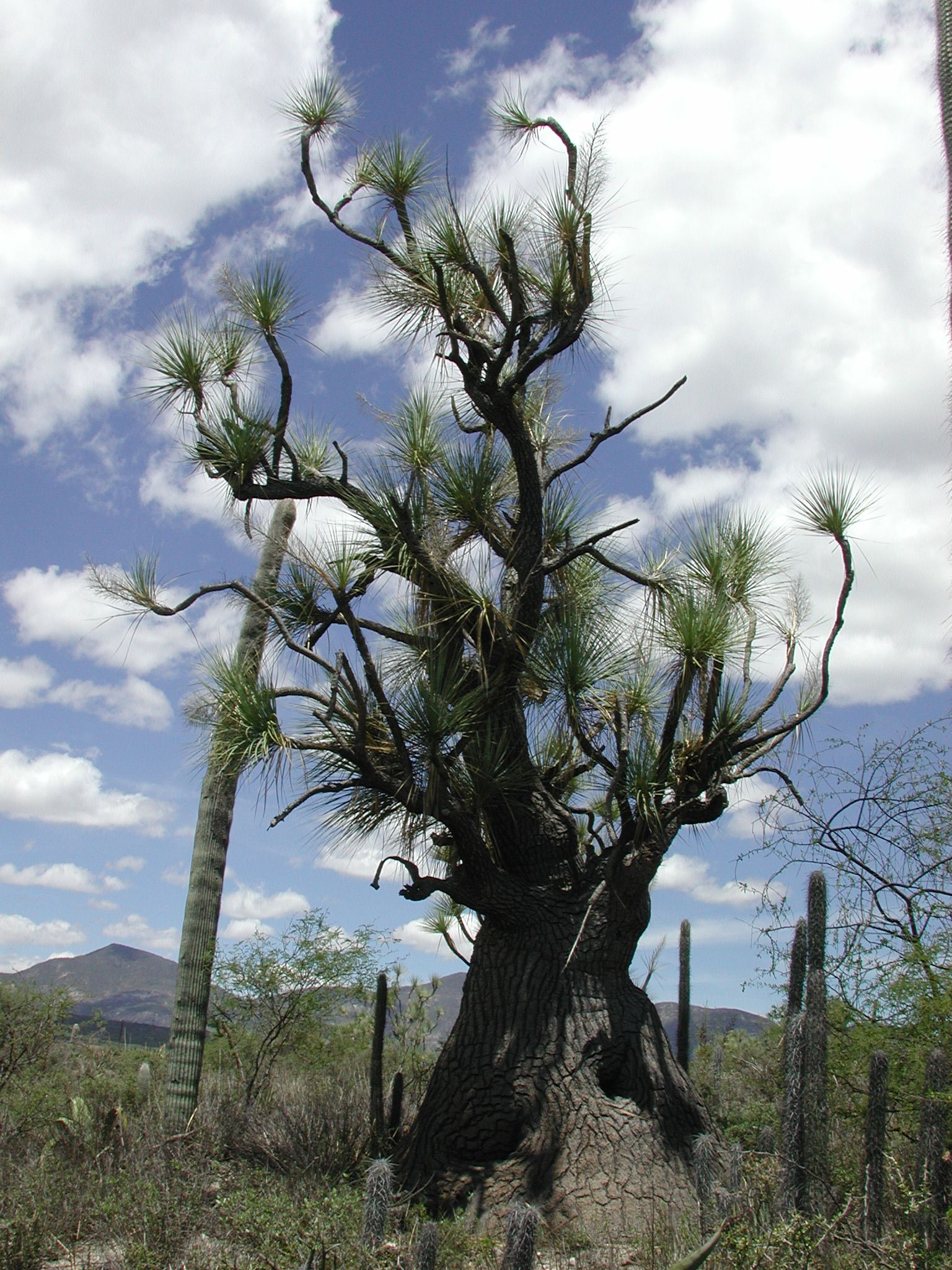
Сапотитлан-Салинас

Город основал Культура микстека.